# Daniel Ortiz
Daniel Ortiz, bekannt auch unter dem Spitznamen Chato, ist ein ehemaliger mexikanischer Fußballspieler auf der Position des Verteidigers. 
Er gewann mit dem CD Marte die Meisterschaft in der Saison 1953/54 und gehörte anschließend zur Stammformation der goldenen Epoche des CD Zacatepec, wo er an allen fünf Titeln beteiligt war, die die Cañeros zwischen 1955 und 1959 gewannen.
Daniel Ortiz ist wahrscheinlich ein Bruder des zur selben Zeit bei Zacatepec spielenden Nationalspielers Héctor Ortiz. 

## Erfolge
- Mexikanischer Meister: 1954, 1955 und 1958
- Mexikanischer Pokalsieger: 1957 und 1959
- Mexikanischer Supercup: 1954 und 1958